# Акавья, Мирьям

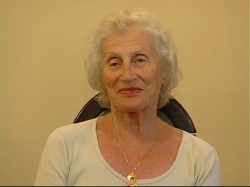
Мирьям Акавья на кадре из фильма

Мирьям Акавья (ивр. מרים עקביא‎, 20 ноября 1927, Краков — 16 января 2015, Тель-Авив) — израильская писательница и переводчица польского происхождения, выжившая в Холокосте, президент Платформы еврейско-польского диалога.

## Юные годы и образование
Родилась в 1927 году в Кракове под именем Матильда Вайнфельд. Во время Второй мировой войны была интернирована в Краковском гетто, затем была узницей концлагеря Краков-Плашов, концлагеря Освенцим и, наконец, концлагеря Берген-Бельзен. 

## Карьера
После освобождения последнего лагеря британской армией оказалась среди больных женщин-заключённых, эвакуированных Шведским Красным Крестом для оздоровления в Швеции. В 1946 году отправилась в подмандатную Палестину. Получила квалификацию дипломированной медсестры и изучала литературу и историю в Тель-Авивском университете. Также работала атташе по культуре в израильских дипломатических представительствах в Будапеште и Стокгольме.
Акавья начала публиковать романы и мемуары в 1975 году. Будучи президентом Платформы еврейско-польского диалога, она организовывала встречи с подростками обеих стран. Она стремилась разрушить стереотипы, разделяющие поляков и евреев.

## Литературное творчество
Акавья писала в основном о своём детстве, Холокосте и военном опыте. Она также была переводчицей, переводила еврейскую литературу на польский язык и наоборот.
Она была лауреатом многих премий в Польше, Израиле и Германии. В 1978 году она получила премию Яд ва-Шем. Её книги переведены на многие языки, включая английский, немецкий, датский и французский. В 1993 году она получила премию премьер-министра Израиля за лучшее литературное произведение на иврите.

### В английском переводе
- An End to Childhood (1995) Essex: Vallentine Mitchell
- My Own Vineyard (2006) London: Vallentine Mitchell